# Delta Birding Festival
El Delta Birding Festival és un festival internacional d'ornitologia que se celebra anualment al Delta de l'Ebre des del 2014, co-organitzat per Oryx, la Fundació Catalunya-La Pedrera i l'Institut Català d'Ornitologia. El festival dura 3 dies i s'organitzen activitats, sortides i xerrades sobre ornitologia, natura, fotografia i viatges, a més a més de comptar amb una fira de més de 60 expositors.

## Projectes
Els beneficis del festival es destinen a un projecte de conservació o recerca ornitològic, del qual se'n fa difusió durant l'esdeveniment. Com a novetat, en l'edició del 2019, els visitants van poder triar el projecte a on es destinarien els beneficis.
| Any  | Projecte |
| ---- | --- |
| 2014 | Projecte de conservació a la llacuna de l'Alfacada                                                                                              |
| 2015 | Nou Atles dels Ocells Nidificants de Catalunya                                                                                                  |
| 2016 | Atles dels Ocells Nidificants d'Europa (EBBA2) Evolució de la densitat reproductora del còlit negre a les terres de l'Ebre                      |
| 2017 | Seguiment de la tórtora eurasiàtica Seguiment del còlit negre                                                                                   |
| 2018 | Seguiment de la tórtora eurasiàtica Seguiment del còlit negre                                                                                   |
| 2019 | Estat de conservació de la població d'aufrany (Neophron percnopterus) a la Catalunya central i oriental: cens, èxit reproductor i supervivència |
| 2021 | Promovent l’afició als ocells a la tribu dels Daasanach de l’Àfrica                                                                             |
| 2022 | Recuperació dels Ullals de Panxa. |